# Коэффициент эксцесса

Несколько распределений и их коэффициенты эксцесса. В порядке уменьшения высоты пика (значения в нуле):
распределение Лапласа;
Hyperbolic secant distribution;
Логистическое распределение;
Нормальное распределение;
Raised cosine distribution;
Полукруговой закон Вигнера;
Равномерное распределение

Коэффицие́нт эксце́сса (коэффициент островершинности) в теории вероятностей — мера остроты пика распределения случайной величины.

## Определение
Пусть задана случайная величина {\displaystyle X}, и {\displaystyle \mu _{4}} обозначает четвёртый центральный момент: {\displaystyle \mu _{4}=\mathbb {E} \left[(X-\mathbb {E} [X])^{4}\right]}, а {\displaystyle \sigma ={\sqrt {\mathrm {D} [X]}}} — стандартное отклонение {\displaystyle X}. Тогда коэффициент эксцесса задаётся формулой:
{\displaystyle \gamma _{2}={\frac {\mu _{4}}{\sigma ^{4}}}-3}.

## Замечание
- «Минус три» в конце формулы введено для того, чтобы коэффициент эксцесса стандартного нормального распределения был равен нулю. Он положителен, если пик распределения около математического ожидания острый, и отрицателен, если пик очень гладкий.

## Свойства коэффициента эксцесса
- {\displaystyle \gamma _{2}\in [-2,\infty )}.
- Пусть {\displaystyle X_{1},\ldots ,X_{n}} — независимые случайные величины с равной дисперсией. Пусть {\displaystyle Y=\sum \limits _{i=1}^{n}X_{i}}. Тогда

{\displaystyle \gamma _{2,Y}={\frac {1}{n^{2}}}\sum \limits _{i=1}^{n}\gamma _{2,X_{i}}},
где {\displaystyle \gamma _{2,Y},\gamma _{2,X_{i}},\;i=1,\ldots ,n} — коэффициенты эксцесса соответствующих случайных величин.